# Standaardkantonees
Standaardkantonees of Guangzhouhua is het bekendste dialect uit de Kantonese taal. Het Standaardkantonees wordt samen met het Standaardmandarijn gebruikt op scholen, radiozenders en televisiezenders in Hongkong en Macau. Het is ook de omgangstaal in het Hongkongse en Macause parlement.
- Sino-Tibetaanse talen
  - Chinese talen
    - Kantonees
      - Yuehaihua
        - Standaardkantonees

## Geschiedenis
Het dialect vindt zijn oorsprong in Guangzhou(Kanton). Door emigratie van de Kantonezen (Guangzhounezen) is het dialect verspreid over Macau, Hongkong. Vanaf de jaren '50 van de twintigste eeuw rukte het Standaardkantonees op en verdrong het Waitau-dialect en het Hongkong-Hakka, dat in Hongkong de dialecten waren van de autochtone Hongkongers. Standaardkantonees werd populair door de radio en de televisie. In Hongkong wordt door de stedelijke bewoners Hongkong-Kantonees gesproken, wat qua tonen en grammatica met het Standaardkantonees verwant is.

## Standaardkantonees in Nederland
De eerste Chinese havenarbeiders die vanaf 1911 naar Nederland kwamen, brachten het Standaardkantonees naar Nederland. (Geschiedenis van de Chinezen in Nederland). In de jaren zeventig van de twintigste eeuw immigreerden Kantonezen in groten getale naar Nederland.  Deze werkten voornamelijk in de vele Chinese restaurants die in Nederland vanaf de jaren zeventig steeds populairder werden. Vaak werd het Standaardkantonees als voertaal gebruikt (de meeste Chinese immigranten toentertijd hadden een Kantonese achtergrond).  Veelal leidden deze Kantonezen een gesegregeerd bestaan, waardoor ze slecht Nederlands spraken. Hierdoor werden er eigen uitspraken bedacht voor Nederlandse woorden. Deze Holland-Standaardkantonese woorden worden elders zelden gebruikt.
|                               |                                                        |                     |                         |               |
| Nederlands                    | Holland-Standaardkantonees                             | geschreven in Hanzi | geschreven in jyutping  | IPA           |
| dorp                          | Fauw Chaj                                              | 埠仔                | fau6 zai2               |               |
| gehaktbal                     | Kaa Hak Pôh (Pôh=bal)                                  | 假克波              | gaa hak bo              |               |
| ijsje                         | ij sie                                                 | 哎時                | aai si                  |               |
| appelflap                     | ping koh paj                                           | 蘋果批              | ping4 gwo2 pai1         |               |
| kindje                        | Kíen Chìe                                              | 堅字                | gin zi                  |               |
| ziekenfonds                   | Síe kun Fóng                                           | 思根風              | si gan fung             |               |
| de koning(in) der Nederlanden | Hôh Láan Wôong                                         | 荷蘭皇              | ho4 laan4-1 wong4       |               |
| sinterklaas                   | Sing Taa Klaa Sie                                      | 升打(加啦)時        | sing1 daa1 glaa1 si4    |               |
| zwarte piet                   | Sie Waa Taa Piet                                       | 時哇打撇            | si waa daa bit          |               |
| pasen                         | Kaj Taan Chiet (letterlijk: eierfeest)                 | 雞蛋節              | gai daan zit            |               |
| locker                        | Lôok Kaa                                               | 駱架                | lok gaa                 |               |
| alarm                         | Aa Laa Lam                                             | 阿啦凜              | aa2 laa1 lam5           |               |
| GVD                           | K'at Faa Tám                                           | 咳化(擔)            | kat faa daam            |               |
| Kerstster (plant)             | Sing Taan Faa                                          | 聖誕花              | sing daan faa           |               |
| Albert Heijn                  | Aa Poow Heng                                           | 阿煲輕              | aa bou heng             |               |
| de Bijenkorf                  | Ping Kôh Lôh Fòe                                       | 兵歌羅符            | bing1 go1 lo4 fu6       |               |
| Jamin                         | Chíem Sìe                                              | 尖使                | zim si                  |               |
| Hema                          | Héej Màa                                               | 希罵                | hei1 maa4               |               |
| Lidl                          | Líe Toow                                               | 離導                | li1 dou4                |               |
| C1000                         | Sie Yat Tsien (letterlijk: C (op z'n Engels), duizend) | 一千                | si1 jat1 cin1           |               |
| Jumbo                         | Chan Poow                                              | 珍寶                | zan1 bou2               |               |
| Den Haag                      | Téng Hak                                               | 盯克                | deng1 hak1              |               |
| Amsterdam                     | Amsie                                                  | 菴士                | am1 si2 of am1 si2 dam1 |               |
| Rotterdam                     | Laa Laa Tam                                            | 啦啦(擔)            | laa1 laa4 dam1          |               |
| Utrecht                       | Uu Taa Lek                                             | (如)打叻            | yu3 daa4 lek1           |               |
| Breda                         | Paa Láaj Tǎa                                           | 霸拉打              | baa4 laai1 daa2         |               |
| Maastricht                    | Maa Staa Lík                                           | 嗎(使打)瀝          | maa staa lik            |               |
| Groningen                     | Kàa Lóow Ning Kan                                      | 假撈寧根            | gaa lou ning gan        |               |
| Den Bosch                     | Tèng Possie                                            | 盯波時              | deng bo si              |               |
| Roermond                      | Lóe Mong                                               | (露)夢              | lu mung                 |               |
| Zeeland                       | Seej Laan                                              | 肆蘭                | sei1 laan4              |               |
| Brabant                       | Paa Laa Pang                                           | 霸喇辦              | baa laa bang            |               |
| Zuid-Holland                  | Sui Hoh laan                                           | ?呵蘭               | ?1 ho2 laan4            | [sœy̆ hɔ la:n] |
| Noord-Holland                 | Nôh Ho laan                                            | 懦呵蘭              | no6 ho2 laan4           | [nɔ hɔ la:n]  |

## Schrift
Standaardkantonees wordt in hanzi geschreven. Doordat er een groot verschil is tussen spreek- en schrijftaal binnen deze taal zijn er in de loop der jaren nieuwe Chinese karakters ontstaan die alleen gebruikt worden om de spreektaal op schrift te stellen. Dit schrift wordt "粵字" genoemd. Dit op schrift gestelde spreektaal is informeel en wordt daarom alleen gebruikt bij tekenfilms, Kantonese opera en strips. Bij formele aangelegenheden moet men de standaard schrijftaal hanteren die door zowel Standaardkantoneestaligen, als andere Chineestaligen begrepen wordt. Er zijn enige uitzonderingen waarbij de Hongkongse en Macause lokale overheid de spreektaal op schrift stelt door middel van spreektaaltekens; dit is bijvoorbeeld te zien in overheidspropaganda. In een overheidspromotie tegen drugsgebruik werd het motto "企硬, Take嘢衰硬, 向毒品說不" (Sta stevig, drugsgebruiken is dom, zeg 'nee' tegen drugs) gebruikt. '企' betekent in hanzi 'staan', maar het wordt vooral Standaardkantonees gebruikt. '嘢' betekent ding in het Standaardkantonees.
|                                                                   |                     |                                         |                |
| Nederlands                                                        | geschreven in Hanzi | geschreven in jyutping                  | IPA            |
| een beetje                                                        | 啲                  | zit8, di1 of dit7                       |                |
| die                                                               | 嗰啲                | go di                                   | [kɔː˧˥] [tiː˥] |
| ding                                                              | 嘢                  | je5                                     | [jɛː˩˧]        |
| het natuurlijk bewegen van de armen tijdens het lopen             | 揈                  | fing6                                   | [feŋ˨]         |
| losgeraakt                                                        | 甩                  | lat7                                    | [lɐt˥]         |
| pier/haven                                                        | 埠                  | fau6 (schrijftaal) of bou6 (spreektaal) | [fɐu˨]/[pou˨]  |
| hij/zij/het                                                       | 佢                  | keoi5                                   | [kʰɵy˩˧]       |
| door                                                              | 畀                  | bei2                                    | [pei˧˥]        |
| achtervoegsel om te benadrukken dat het om meerdere personen gaat | 哋                  | dei6                                    | [tei˨]         |
| kleineren                                                         | 咄                  | dat7                                    |                |
| zijn (werkwoord)                                                  | 係                  | hai6                                    | [hɐi˨]         |

## Romanisatie
Standaardkantonees kan worden geschreven in Chinese karakters (hanzi), Jyutping en Yale (romanisatie) en soms ook in Internationaal Fonetisch Alfabet.

### Transcriptiesystemen voor het Standaardkantonees
- Guangdong-romanisatie
- Kantonese romanisatie van de regering van Hongkong
- Jyutping
- Meyer-Wempe
- Sidney Lau-romanisatie
- S. L. Wong (fonetische symbolen)
- S. L. Wong (romanisatie)
- Standaardkantonees pinyin
- Standaardromanisatie
- Yale (romanisatie)

## Standaardkantonese media in Nederland
- Snelle berichten Nederland-China (inmiddels opgeheven)
- Chinese Radio & Television Amsterdam
- Evangelische Omroep Chinese Radio Programma (inmiddels opgeheven)

## Standaardkantonese media in de wereld
- TVB
- HKATV
- Cable TV Hong Kong
- CRHK
- Metro Broadcast
- RTHK Radio 1
- RTHK Radio 2
- RTHK Radio 5
- Teledifusão de Macau
- Radio Vilaverde Lda
- GZTV
- Chinese Radio New York
- KAZN
- WNWR
- WYFR
- CHMB (AM)
- Fairchild Group
- Maleisische TV3
- Astro Wah Lai Toi
- Jia Yu Channel
- London Huayu

## Enige voorbeelden
| Lijst van verschillen in uitspraak van Chinese karakters in drie dialecten |                 |                    |                          |
| Nederlands                                                                 | Dapeng          | Standaardkantonees | Standaardmandarijn       |
| twee                                                                       | Ngie 二         | Yie 二             | Ur/er 二                 |
| drie                                                                       | Sam 三          | Saam 三            | San/san 三               |
| vier                                                                       | Sie 四          | Seej 四            | Ss/Si 四                 |
| tien                                                                       | Sáp 十          | Sap 十             | Sj/shi 十                |
| honderd miljoen                                                            | Jak 億          | Jik 億             | Ie/yi 億                 |
| kleur                                                                      | Sak 色          | Sik 色             | Suh/se 色                |
| groen                                                                      | Lók 綠          | Lok 綠             | Luu/lü 綠                |
| ruilen                                                                     | Óen 換          | Woen 換            | Goewan/huan 換           |
| groot                                                                      | Táai 大         | Taai 大            | Daa/da 大                |
| goed                                                                       | Haauw 好        | Hoow 好            | Haauw/hao 好             |
| geen                                                                       | Maauw 冇        | Moow 冇            | Boe/bu 不                |
| begrijpen                                                                  | Mang Pák 明白   | Ming Paak 明白     | Ming Baj/ming bai 明白   |
| de deur openen                                                             | Foej Moen 開門  | Hooj Moen 開門     | Káaj Men/kai men 開門    |
| Shanghai 上海                                                              | Sôong Foej 上海 | Seung Hooj 上海    | Sjang Haaj/Shanghai 上海 |
| hij他/zij她/het它                                                          | Hie 佢          | Keui 佢            | Taa/ta 他/她/它          |
| lange tijd                                                                 | Kauw 久         | Looi 耐            | Djuw/jiu 久              |
| chinese achternaam Zhang,Cheung 張/张                                      | Chôong 張       | Cheung 張          | Djang/zhang 張           |
| vroeg                                                                      | Chaauw 早       | Choow 早           | Chaauw/zao 早            |
| auto, kar                                                                  | Chaa 車         | Cheh 車            | Tjuh/Che 車              |

|                                              |                                                               |
| Nederlands                                   | Standaardkantonees                                            |
| Goedendag                                    | Choow San of Neej hoo                                         |
| hallo/hoi (opnemen telefoon)                 | Wai                                                           |
| Heb je al gegeten?                           | Neej sik Cho yeh mee Aa?                                      |
| Nederland                                    | Hollaan                                                       |
| ik                                           | Ngo                                                           |
| jij                                          | Neej                                                          |
| hij/zij                                      | Keuj                                                          |
| wij                                          | Ngo Deej                                                      |
| jullie                                       | Neej Deej                                                     |
| zij                                          | Keuj Deej                                                     |
| Ik heet Willem.                              | Ngo kieuw Willem.                                             |
| Ik heb honger.                               | Ngo hoo dhong ngoh.                                           |
| ik weet het niet                             | Ngo M Chi do                                                  |
| Hij/Zij zit te telefoneren                   | Keuj teng kan tien waa.                                       |
| Mijn vader is er niet.                       | Ngo aa baa m hai do.                                          |
| Ik wil graag een bak Koe Loow Yok bestellen  | Ngo seung yiew yat hap Koe Loow Yok.                          |
| Laten we dimsum gaan eten!                   | Pat yuu ngo deej heuj yam chaa aa.                            |
| Zullen we met de trein naar Amsterdam gaan?  | Ngo deej tjoh foh cheh heu Ah Moo Si Tak Tan, hoow m hoow aa? |
| sorry!                                       | Teuj M Chuu.                                                  |
| bedankt!                                     | M Kooj Saaj!                                                  |
| dankuwel! (bij het krijgen van een geschenk) | To Che Saaj!                                                  |
| Hoe gaat het met jou/U?                      | Neej diem (yeung) aa?                                         |
| Ik heb het heel druk.                        | Ngo hoo mong aa.                                              |
| Ik vind dat (niet) leuk.                     | Ngo (m) chong yie.                                            |
| Ik moet poepen                               | Ngo yiew O sie.                                               |
| Ik hoef vandaag niet te werken               | Ngo kam yat m saj faan kong.                                  |
| Hij laat een scheet                          | Keuj fong phee.                                               |
| Ik ga nu studeren                            | Ngo jie ka wan su                                             |
| Borden (af)wassen                            | Sai woen                                                      |